# Aeroportul Guayaramerín
Aeroportul Guayaramerín (IATA: GYA, ICAO: SLGM) este un aeroport din Guayaramerín, Guayaramerín Municipality⁠(d), Beni, Bolivia ce deservește zona Guayaramerín. A fost numit după zona deservită.
Situat la o altitudine de 170 m, aeroportul dispune de o singură pistă.